# 吳英 (清朝武官)
吳英（1637年—1712年），字為高，號媿能，福建晉江人，後來遷居莆田。因為幼時易姓王，又稱王英。原為鄭成功部將，後來降清，曾隨施琅一同征臺，並在施琅離開臺灣後繼續留守。後來官至福建水師提督，授威略將軍，死後贈太子少保。李紱曾為他寫〈威畧將軍福建水師提督吳公墓誌銘〉

## 生平
吳英出生於明崇禎十年（1637年），《清史稿》記載他幼時曾被海盜抓到島上並改姓王。他原是鄭成功部屬，後來在康熙二年（1663年，永曆十七年）於泉州降清，不久授予「守備劄」。次年參與福建銅山島之戰立下軍功，加都司僉書銜，不久又授浙江提標都司。
三藩之亂發生時，他隨浙江提督塞白理轉戰各地，因屢建戰功而升為提標中軍參將。康熙十八年（1679年）擊敗鄭經部將劉國軒，升為同安總兵，後於康熙廿二年（1673年）調為興化總兵。之後他隨施琅攻臺，並在施琅離開臺灣後仍繼續留守，並在留守期間進行東寧天妃宮的改建。
康熙廿四年他覲見康熙帝，於該年三月廿三日（1684年5月7日）陛辭，並提出在臺進行屯田等建議。之後吳英移鎮浙江舟山，後來升為四川提督。此後吳英先以軍功加左都督，授世職「拖沙喇哈番」，後敘平定臺澎軍功，又進世職三等「阿達哈哈番」。
康熙卅六年（1696年）調為福建陸路提督，翌年改為水師提督。康熙帝南巡時，曾向他詢問海盜之事，因回答得當，不久授予威略將軍，仍掌水師提督之事。康熙五十一年（1712年）逝世，年七十六，贈太子少保。為紀念其事蹟，於臺灣府城東安坊曾建有吳將軍祠，現址為新建國戲院。

## 延伸阅读
[在维基数据编辑]
 《清史稿/卷261》，出自趙爾巽《清史稿》